# Mangatarem
Mangatarem é um município de  primeira classe de renda municipal (d) na província Pangasinan, nas Filipinas. De acordo com o censo de 1 de maio  de  2020 possui uma população de 79 323 pessoas e 19 840 domicílios.